# Sud Ouest
Sud Ouest (en francés: Sud Ouest) es un diario francés, el segundo diario regional más grande de Francia en términos de circulación. Fue creado en Burdeos el 29 de agosto de 1944, por Jacques Lemoine, como sucesor de La Petite Gironde. Sud Ouest abarca la Gironda, Charente, Charente Marítimo, Dordoña, Lot y Garona, Landas y Pirineos Atlánticos. Es propiedad del Groupe Sud Ouest, perteneciente en un 80 % a la familia Lemoine, el 10 % a los periodistas y el 10 % restante al personal.
El periódico se distingue por una cobertura más exhaustiva de lo habitual en un diario local francés de la actualidad nacional e internacional. Políticamente, el periódico es bastante neutral, aunque en una ocasión comparó a Bruno Mégret con Philippe Henriot después de una reunión del Frente Nacional en Burdeos en los años 1990.
La circulación en papel cayó de alrededor de 300 000 ejemplares en 2007 a 210 000 ejemplares en 2021.